# Macabre
A Macabre thrash metal/death metal/grindcore zenekar Chicagóból. 1985-ben alakult. 
Az együttesnek sajátságos humora van, például a "Sinister Slaughter" albumuk borítója a Beatles "Sgt. Pepper's Lonely Hearts Club Band" lemezét parodizálja sorozatgyilkosokkal, gonosz szereplőkkel és tömeggyilkosokkal.
A zenekar szövegeinek témái: gyilkosság, vérontás, sorozatgyilkosok. Különlegességként megemlítendő, hogy a tagok már találkoztak gyilkosokkal a valós életben is, például John Wayne Gacy-vel.
Lemezkiadójuk: Decomposed Records.

## Tagjai
- Nefarious - basszusgitár, éneklés (1985-)
- Dennis the Menace - dobok (1985-)
- Corporate Death - gitár, éneklés (1985-)

### Stúdióalbumok
- Gloom (1989)
- Sinister Slaughter (1993)
- Dahmer (2000)
- Murder Metal (2003)
- Grim Scary Tales (2011)